# William Tierney Clark
William Tierney Clark (Bristol, 29 agosto 1783 – Londra, 22 settembre 1852) è stato un ingegnere britannico.

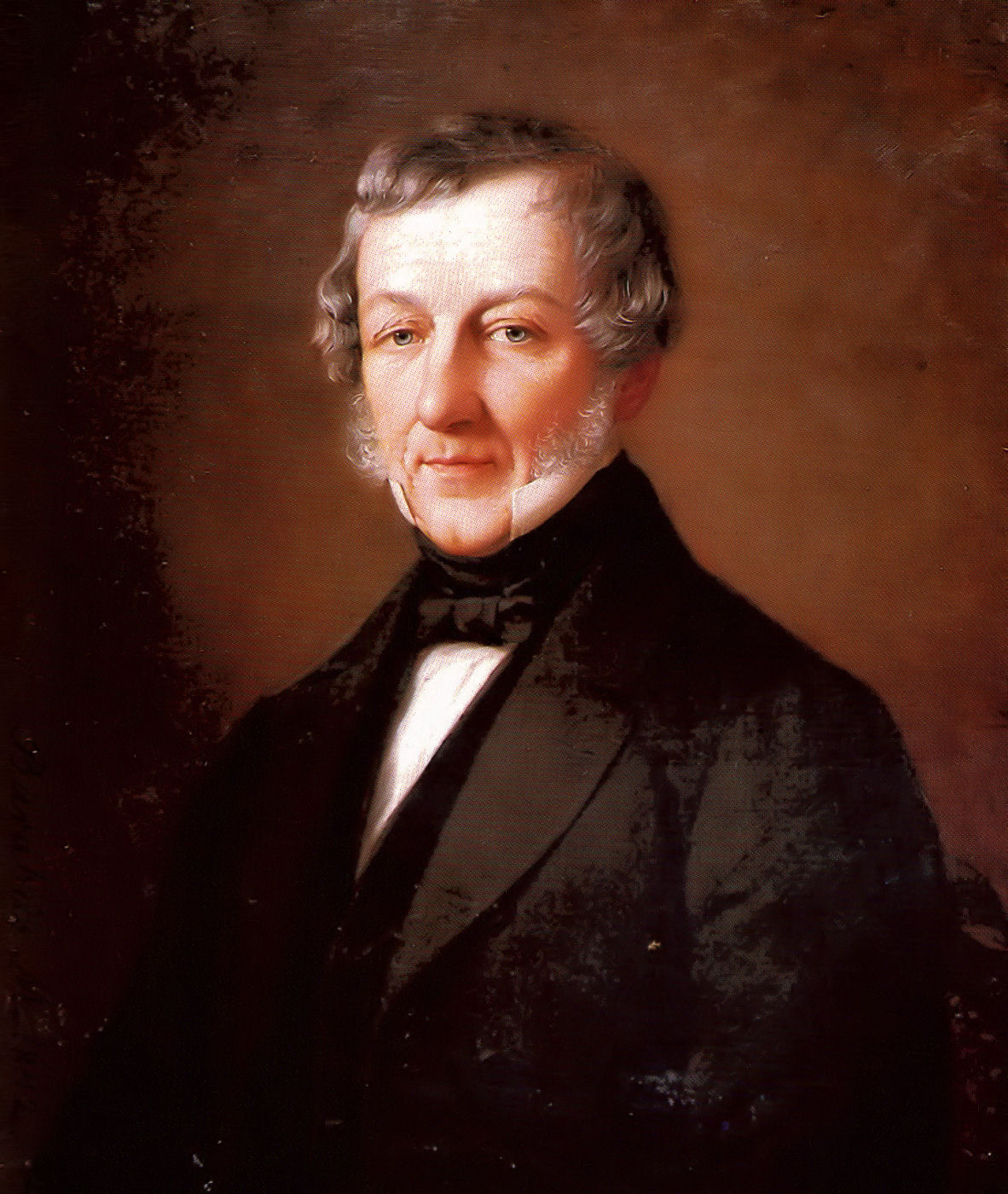
William Tierney Clark, 1842

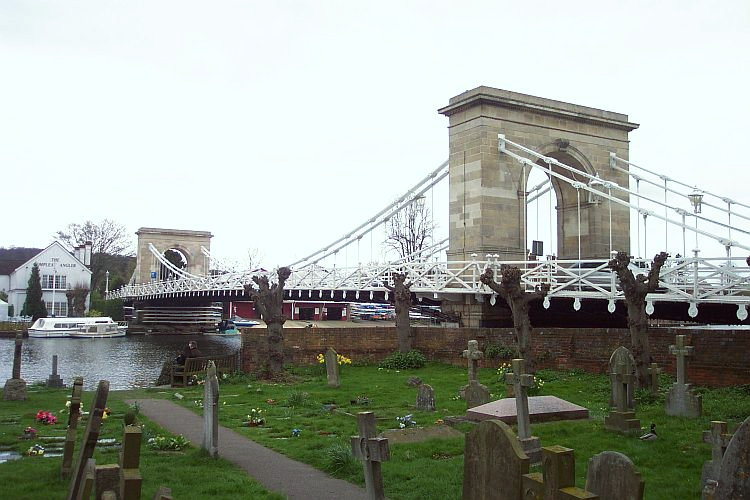
Ponte di Marlow (Buckinghamshire) sul Tamigi

Fu uno dei primi progettisti di ponti sospesi. Si ricordano, tra i suoi lavori, 
il Marlow Bridge (1832) e, costruito sul modello del primo, il Ponte delle Catene.